# Oncocalyx sulfureus
Oncocalyx sulfureus là một loài thực vật có hoa trong họ Loranthaceae. Loài này được (Engl.) Wiens & Polhill mô tả khoa học đầu tiên năm 1992.